# Louis Blacher
Louis Placide Blacher (* 5. Oktober 1883 in Saint-Pierre, Martinique; † 26. Oktober 1960 in Paris) war ein französischer Kolonialbeamter. Er war Gouverneur von Niger, Dahomey, Französisch-Somaliland und Guinea.

## Leben
Louis Blacher stammte aus Martinique und hatte afrikanische Vorfahren. 1905 begann er für die französische Kolonialverwaltung in Madagaskar zu arbeiten und wechselte später nach Französisch-Westafrika. Dort engagierte er sich während des Ersten Weltkriegs besonders bei der Rekrutierung afrikanischer Soldaten. Ähnlich wie bei Félix Éboué, der ebenfalls eine schwarze Hautfarbe hatte und nicht in Afrika geboren war, kalkulierte die französische Kolonialverwaltung damit, dass Blacher die Rolle eines „Mittelsmanns“ zwischen der afrikanischen Bevölkerung und ihren europäischen Machthabern übernehmen könnte. Als Nachfolger von Alphonse Choteau wurde Blacher 1930 zum Gouverneur der zu Französisch-Westafrika gehörenden Kolonie Niger ernannt, was er bis 1931 blieb. 1932 war er Gouverneur von Dahomey, von 1932 bis 1934 Gouverneur von Französisch-Somaliland und schließlich von 1936 bis 1940 Gouverneur von Guinea. Im Oktober 1938 heiratete Blacher in Conakry die Malerin Béatrice Appia, Tochter des Schweizer Geistlichen Henry Appia und die Witwe von Eugène Dabit. Sie hatten einen 1939 geborenen gemeinsamen Sohn.

## Ehrungen
- Ritter (1919) und Offizier (1933) der Ehrenlegion